# Hida-gawa
La rivière Hida (飛騨川, Hida-gawa) est un cours d'eau du Japon long de 137 km dont le cours est entièrement situé dans la préfecture de Gifu.

## Géographie

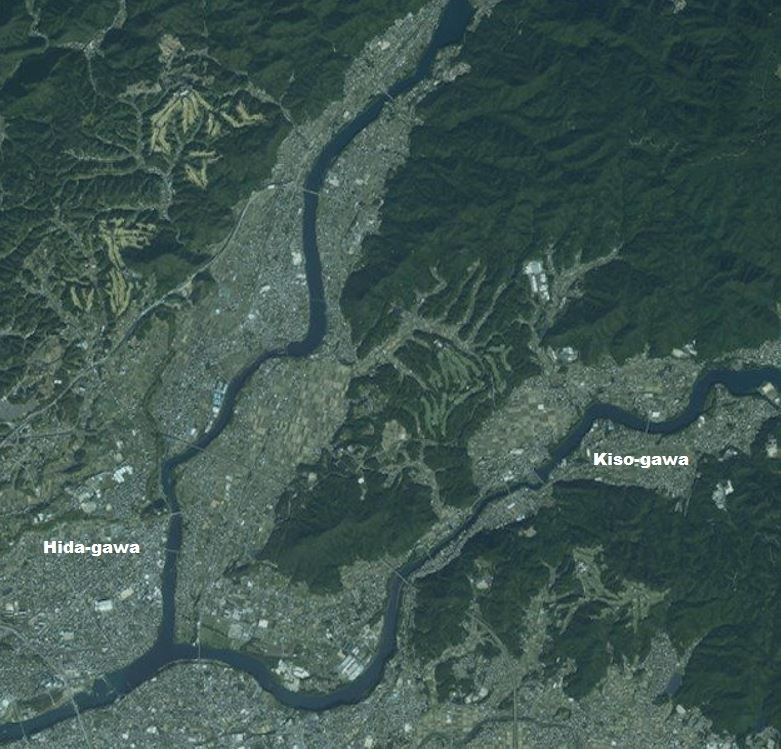
Confluence de la rivière Hida et du fleuve Kiso à Minokamo.

La rivière Hida est un affluent du fleuve Kiso d'une longueur de 137 km. Elle prend sa source au col Nomugi (1 672 m) situé au sud-est du mont Norikura à la limite est de la ville de Takayama dans la préfecture de Gifu.
Du sud du mont Norikura, son cours s'oriente sud-ouest dans le massif montagneux des Alpes du Nord jusqu'au lac artificiel Takanenorikura où son volume d'eau est augmenté par des eaux de ruissellement des monts Kamagamine et Ontake, puis nord-ouest jusqu'au lac artificiel Asahi. Au nord-ouest de celui-ci, le cours de la rivière Hida s'infléchit dans la direction ouest puis plein sud à la traversée de l'ancien bourg de Kuguno intégré depuis 2005 à Takayama. La rivière Hida traverse ensuite la ville de Gero, du nord au sud, le long de la ligne principale Takayama reliant l'aire urbaine de Nagoya à la région de Hokuriku. Non loin de la station Hida-Kanayama, elle est rejointe par l'un de ses principaux affluents : la rivière Maze. Quittant Gero, elle passe dans l'ouest du bourg de Shirakawa, traverse les bourgs de Hichisō et Kawabe, et rejoint le fleuve Kiso dans le sud-est de la ville de Minokamo.

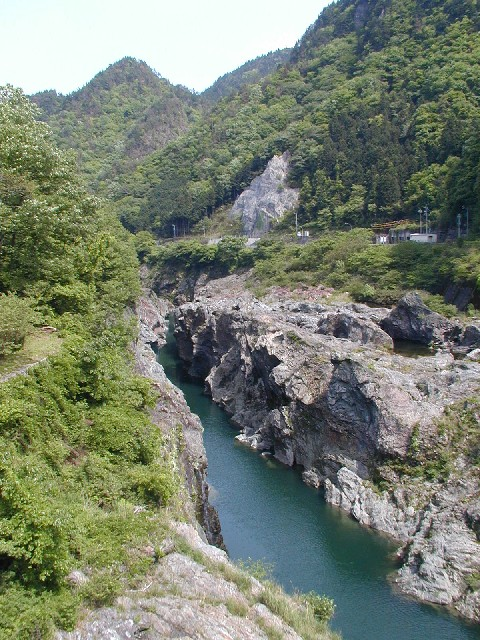
Le canyon Hisui.

De Shirakawa à Hichisō elle forme, sur 12 km, le canyon Hisui dont les nids-de-poule sont classés monument naturel depuis 1961.

## Principaux affluents
Du nord au sud, dans son bassin versant d'une superficie de 2 167 km2, les principaux affluents de la rivière Hida sont les rivières :
- Akigami, qui alimente le lac artificiel Akigami dans le sud-est de Takayama ;
- Osaka (bourg d'Osaka, nord de Gero) ;
- Maze (ouest de Gero) ;
- Sami (bourg de Shirakawa) ;
- Shira (bourg de Shirakawa) ;
- Kabura (bourg de Hichisō).

## Barrages
En 2015, le courant de la rivière Hida est contrôlé par treize barrages qui permettent de lutter contre les inondations, produire de l'électricité, constituer des réserves d'eau potable et assurer l'irrigation des terres agricoles de la région.
Les principaux barrages sont les barrages de Takanedaiichi et Asahi à Takayama et Shimohara à Gero, tous spécialisés dans la production d'énergie hydroélectrique et le stockage d'eau.

## Ponts

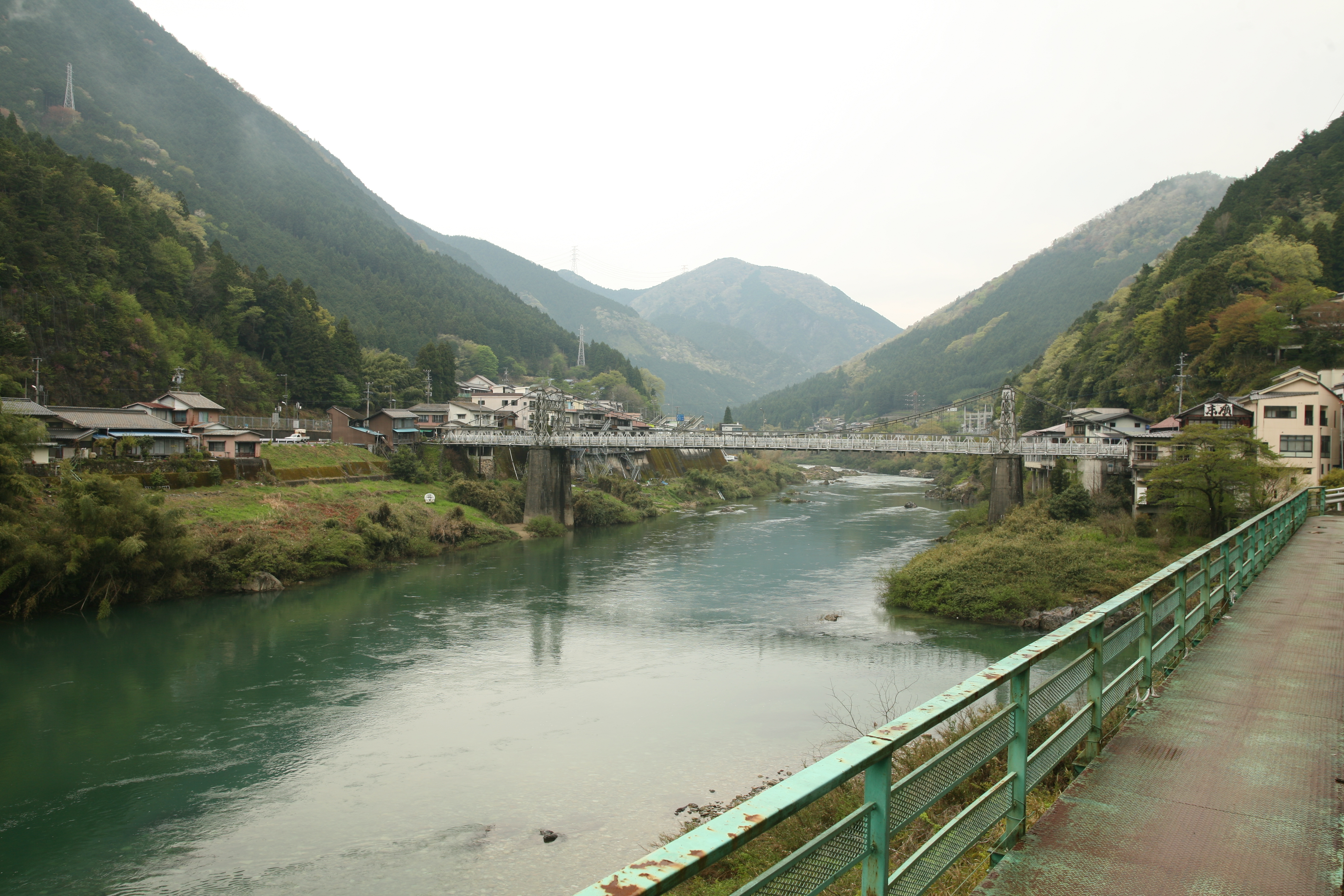
Le pont Shirakawa.

En 2015, la rivière Hida est enjambée par une douzaine de ponts dont le pont Shirakawa, situé à moins de 100 m du point de confluence entre les rivières Hida et Shira dans le bourg de Shirakawa. Le pont Shirakawa est un pont suspendu qui date de 1926.

## La plus ancienne pierre du Japon
En 1970, un géologue de l'université de Nagoya se rend à Hichisō pour explorer le canyon Hisui. Dans le lit de la rivière Hida, il découvre un conglomérat duquel il extrait un morceau de gneiss. Des mesures physiques de datation de celui-ci montrent qu'il s'agit d'une pierre du Paléoprotérozoïque (environ -2 000 Ma).
En 2015, cette roche est toujours la plus ancienne pierre du Japon.